# Pablo Bissen
Pablo Bissen (en croata: Pavao Bissen; también referido como Bissenus, Bissen de Özdöge, Bissenus de Ezdeghe o Bešen) fue un noble croata de mediados del siglo XV y principios del siglo XV, que ocupó el cargo de ban de Croacia entre 1403 y 1406.

## Biografía
Pablo era señor de Koprivnica y otros feudos en el condado de Križevci. Así mismo, se distinguió en la batalla de Nicópolis en 1396 y en 1403, el rey de Hungría Segismundo de Luxemburgo lo nombró ban de Croacia y lo envió a Dalmacia para reprimir los disturbios causados por las luchas dinásticas por el trono húngaro. Los partidarios del rey Ladislao de Nápoles, pretendiente al trono, lo derrotaron cerca de Bihać y luego lo capturaron cerca de Zadar, entregándolo a Luigi Aldemarisco, virrey del pretendiente en Dalmacia. A principios de 1404, en Križevci, formó una alianza con el ban Ladislao de Grđevac y el obispo Eberhard de Zagreb para defender los derechos del rey Segismundo. En 1405, condujo el ejército húngaro a Bosnia y en 1406 fue relevado de su cargo de ban. En 1408, fue nombrado caballero de la Orden del Dragón, y en 1410, dirigió el ejército húngaro en Bosnia contra el rey Ostoja. Su escudo de armas se ha conservado en los sellos de los documentos que emitió entre 1404 y 1420. Se desconoce la fecha de su fallecimiento, aunque pudo ser antes de la década de 1430.